# جي. سكوت باترسون
جي. سكوت باترسون هو شخصية أعمال كندي، ولد في 11 يناير 1964 في سارنيا في كندا.